# 两河乡 (平山县)
两河乡，是中华人民共和国河北省石家庄市平山县下辖的一个乡镇级行政单位。

## 行政区划
两河乡下辖以下地区：
两河村、程口河村、秘家岸村、西洞村、东洞村、新水碾村、西李坡村、东李坡村、南白雁村、胡家疃町村、庄沟村、芦家庄村、山北头村、西岳村、东岳村、蒲桃村、王家庄村、张杨村、西庙头村、胡村、郭村、通家口村和山头村。